# Jan Werner Danielsen
Ne doit pas être confondu avec Jan Werner.
Jan Werner Danielsen, né le 10 avril 1976 à Nord-Odal (comté de Hedmark, Norvège), mort à Oslo, le 29 septembre 2006, était un chanteur norvégien de pop rock, célèbre pour sa voix grande et puissante. Il avait représenté la Norvège au Concours Eurovision de la chanson 1994, en duo avec Elisabeth Andreassen, en interprétant "Duet" (Duo), se classant 6e sur 25.
Jan Werner était connu pour sa voix. À l'âge de douze ans, il chante pour la première fois sur une scène et obtient une victoire. Durant plusieurs années, de 1988 à 1993, il a chanté régulièrement avec l'orchestre symphonique de Hamar. En 1994, il fait partie de ceux qui seront inclus dans les événements culturels, à l'occasion des Jeux olympiques de Lillehammer. La même année où il part pour Dublin, représenter la Norvège au Concours Eurovision de la Chanson. En 2000, il se présente à la sélection nationale norvégienne, et termine deuxième.
Point culminant en 2003, Jan Werner Danielsen se retrouve au Royal Albert Hall, de Londres, pour chanter Air de Johann Sebastian Bach.